# Saint-Montan
Saint-Montan település Franciaországban, Ardèche megyében. Lakosainak száma 1955 fő (2022. január 1.). Saint-Montan Bourg-Saint-Andéol, Gras, Larnas, Viviers és Donzère községekkel határos.

## Népesség
A település népessége az elmúlt években az alábbi módon változott:
| Lakosok száma | 727  | 1009 | 1207 | 1671 | 1865 | 1914 | 1897 | 1897 | 1926 | 1955 |
|               | 1968 | 1982 | 1990 | 2006 | 2013 | 2015 | 2017 | 2019 | 2020 | 2022 |